# Segro
Segro (Eigenschreibweise SEGRO; früher Slough Estates) ist ein börsennotierter Industrieimmobilien-Konzern aus Großbritannien und marktführender Eigentümer, Manager und Entwickler von modernen Logistik- und Gewerbeimmobilien. Segro besitzt und verwaltet über 6 Millionen Quadratmeter Mietfläche mit einem Wert von 8,9 Milliarden Euro und ist Dienstleister für Kunden aus den verschiedensten Branchen. Die im Besitz von Segro befindlichen und verwalteten Immobilien liegen in der unmittelbaren Nähe zu Ballungsräumen und an wichtigen Verkehrsknotenpunkten in Großbritannien und neun weiteren europäischen Ländern.

## Geschichte
Die Firma wurde 1920 von Percival Perry und Noel Mobbs gegründet mit dem Zweck, ein 200 ha großes Gelände, das heutige Slough Trading Estate, zu entwickeln. Das Unternehmen nannte sich anfangs Slough Trading Company Ltd. 1926 wurde die Firma zu Slough Estates Ltd. umbenannt. 2007 erfolgte die Umwandlung in ein britisches Real-Estate-Investment-Trust (REIT) und der Name wurde zu Segro abgeändert. 
Heute ist das Slough Trading Estate das größte Gewerbegebiet in Europa, das ein Unternehmen alleine betreibt. Über 400 Unternehmen in über 600 Gebäuden mit über 20.000 Beschäftigten haben in diesem Gebiet einen Standort. Dieses Gewerbegebiet war der erste britische Firmenpark.

## Ausländische Aktivitäten
Seit 1989 ist Segro auch in Deutschland aktiv (Segro Germany GmbH). Die deutsche Tochtergesellschaft hat ihren Sitz in Düsseldorf. Weitere Niederlassungen in Deutschland bestehen in Frankfurt am Main, Hamburg und München. Darüber hinaus betreut Segro über 33 Standorte in den Ballungsräumen des Landes, unter anderem mit dem CityPark in Köln oder dem Airport Park Berlin, beim Flughafen Berlin Brandenburg, und hat hier nahezu 200 Kunden aus Produktion und Logistik. In Paris entwickelt Segro ein zentrumsnahes unterirdisches Logistikzentrum von 75.000 Quadratmetern für die «Letzte Meile».